# Saint-Hilaire-sur-Erre
Saint-Hilaire-sur-Erre is een gemeente in het Franse departement Orne (regio Normandië) en telt 520 inwoners (1999). De plaats maakt deel uit van het arrondissement Mortagne-au-Perche.

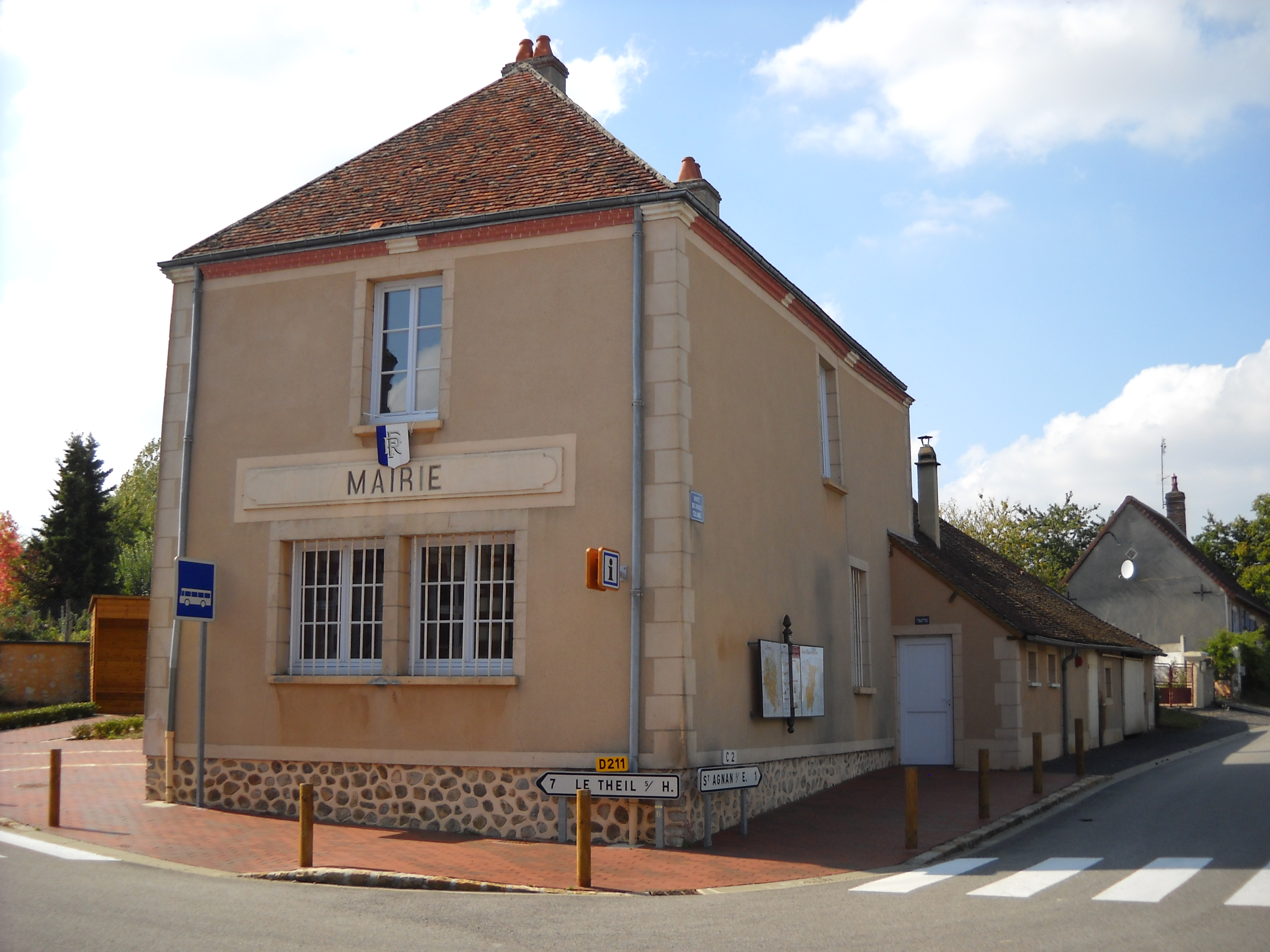
Gemeentehuis
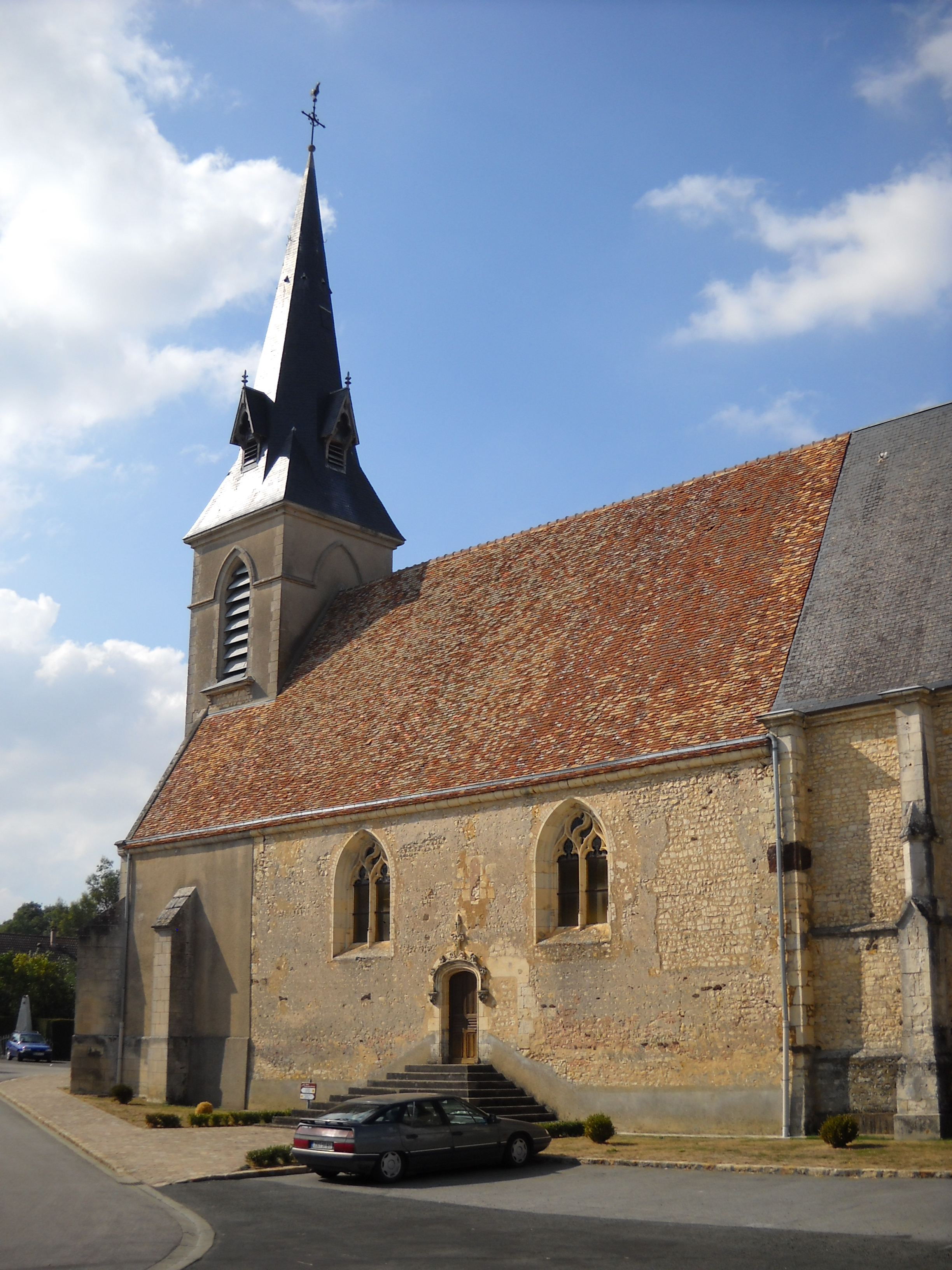
Kerk van Saint-Hilaire-sur-Erre
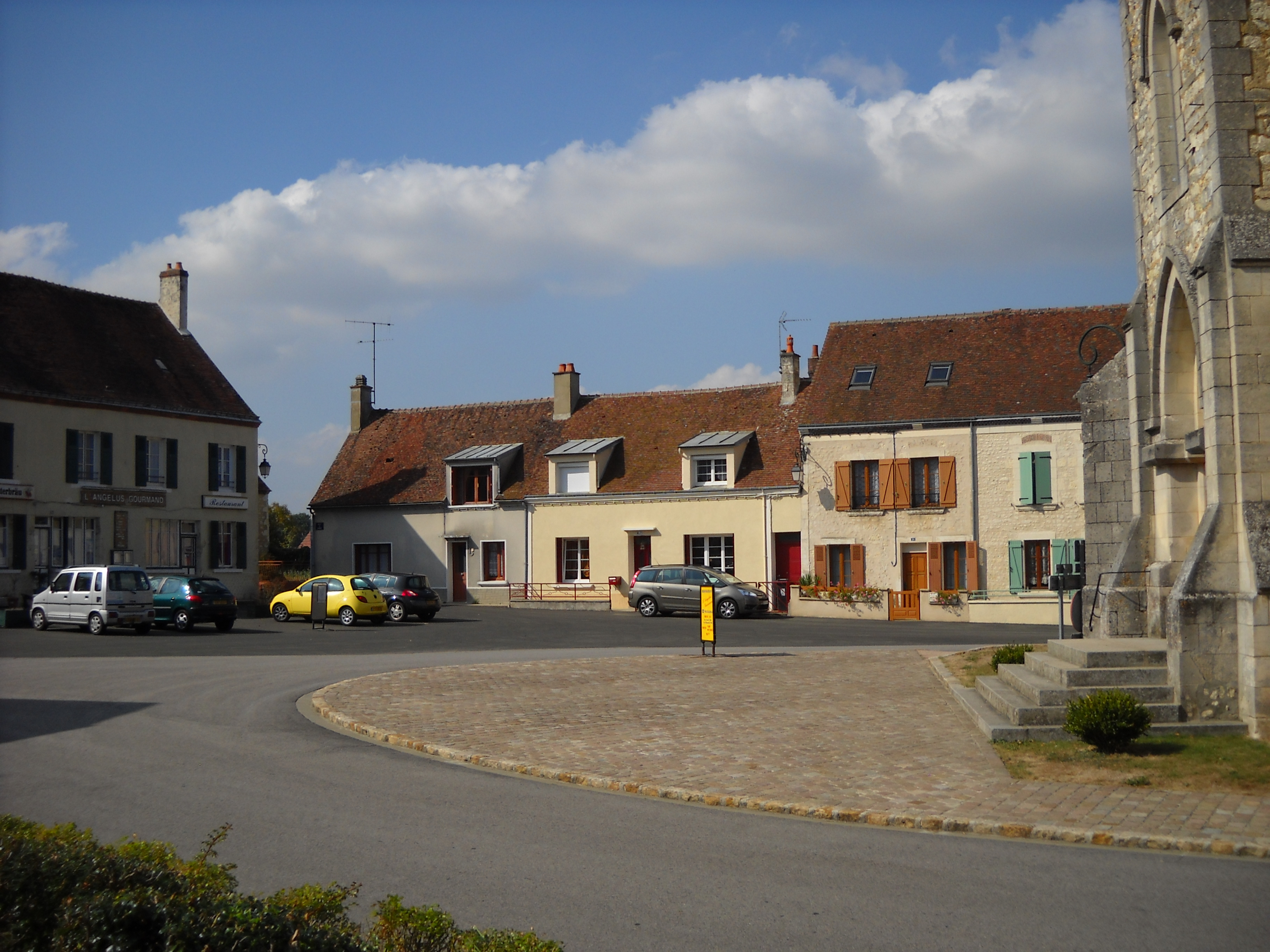
Centrum van Saint-Hilaire-sur-Erre

## Geografie
De oppervlakte van Saint-Hilaire-sur-Erre bedraagt 15,3 km², de bevolkingsdichtheid is 34,0 inwoners per km².
De onderstaande kaart toont de ligging van Saint-Hilaire-sur-Erre met de belangrijkste infrastructuur en aangrenzende gemeenten.

## Demografie
Onderstaande figuur toont het verloop van het inwonertal (bron: INSEE-tellingen).